# 袁行霈
袁行霈（1936年4月—），字春澍，男，原籍江苏武进，生于山东济南，中国古代文学学者，北京大学教授。

## 生平
袁行霈出身毗陵袁氏，其父为清末举人袁勵杰。1957年毕业于北京大学中文系，留校任教。1984年晋升中文系教授。任第八、九届全国政协常委。2002年12月19日，民主同盟举行九届一中全会，他当选为民盟中央副主席，此外他还担任国务院学位委员会委员、全国高校古籍整理工作委员会委员、北京大学国学研究院院长，《国学研究》主编。

## 主要著作
- 《中国诗歌艺术研究》
- 《中国文学概论》
- 《陶渊明研究》
- 《中国文学史纲要》（魏晋南北朝隋唐五代卷、元代卷）
- 《中国文言小说书目》（合著）
- 《中国诗学通论》（合著）
- 《历代名篇赏析集成》（主编）
- 《魏晋南北朝文学史参考资料》（主编之一）
- 《袁行霈学术文化随笔》
- 《当代学者自选文库·袁行霈卷》
- 《中国文学史》（主编）